# Boniface Campbell
Boniface Campbell (* 27. September 1895 in Colby, Kitsap County, Washington; † 25. März 1988 in Washington, D.C.) war ein Generalmajor der United States Army. Unter anderem kommandierte er das V. Corps.
Boniface Campbell war der Sohn des Regisseurs Colin Campbell (1859–1928) und dessen Frau Evelyn Martha Nash (1869–1956). Bis 1917 besuchte er das Bowdoin College, wo er das militärische Ausbildungsprogramm des ROTC absolvierte. Anschließend wurde er als Leutnant der Infanterie zugewiesen. In der Armee durchlief er anschließend alle Offiziersränge vom Leutnant bis zum Zwei-Sterne-General.
In den folgenden Jahren und Jahrzehnten bekleidete er verschiedene Posten und militärische Stellungen. Zwischen 1919 und 1923 war er auf den Philippinen stationiert. Danach unterrichtete er von 1927 bis 1931 an der Purdue University Militärwissenschaften und Taktik. Von 1931 bis 1935 war er Lehrer an der Field Artillery School. 1936 absolvierte er das Command and General Staff College. Daran schloss sich bis 1938 eine weitere Lehrtätigkeit am Arkansas State College an. Ein Jahr später graduierte er auch am United States Army War College.
Von 1939 bis 1942 diente Boniface Campbell als Stabsoffizier im Kriegsministerium in Washington, D.C. Während des Zweiten Weltkriegs kommandierte er zunächst die Artillerie der 98. Infanterie-Division und danach bis Oktober 1945 die Artillerie des IX. Corps. Beide Einheiten waren im pazifischen Raum eingesetzt. Nach dem Krieg setzte er seine Laufbahn fort. Zwischen dem 19. Juni und dem 1. August 1951 kommandierte er als Nachfolger von John W. Leonard das V. Corps. Es folgte eine kurzfristige Verwendung als Stabsoffizier (G1). Danach leitete er in Fort Holabird in Maryland das Counter Intelligence Corps. Ende 1956 ging er in den Ruhestand.
Der mit Dorothy May Connor Campbell verheiratete General starb am 25. März 1988 in Washington, D.C. und wurde auf dem Nationalfriedhof Arlington beigesetzt. Boniface Campbell erhielt im Lauf seiner militärischen Laufbahn unter anderem den Orden Legion of Merit.